# 匙叶螺序草
匙叶螺序草（学名：Spiradiclis spathulata），为茜草科螺序草属下的一个植物种。